# Neta U
Neta U (哪吒U) — компактный электромобиль-кроссовер, выпускаемый китайской компанией Hozon Auto под брендом Neta (Nezha).

## Описание
Автомобиль Neta U впервые был представлен в 2019 году на автосалоне в Шанхае. Цены варьировались от 150 000 до 210 000 юаней. Модель базируется на платформе EPT2.0. Продажи начались в 2020 году.

## Технические характеристики
Neta U оснащается электродвигателем мощностью 204 л. с. и крутящим моментом 310 Н⋅м в паре с аккумулятором, обеспечивающим запас хода 500 км.

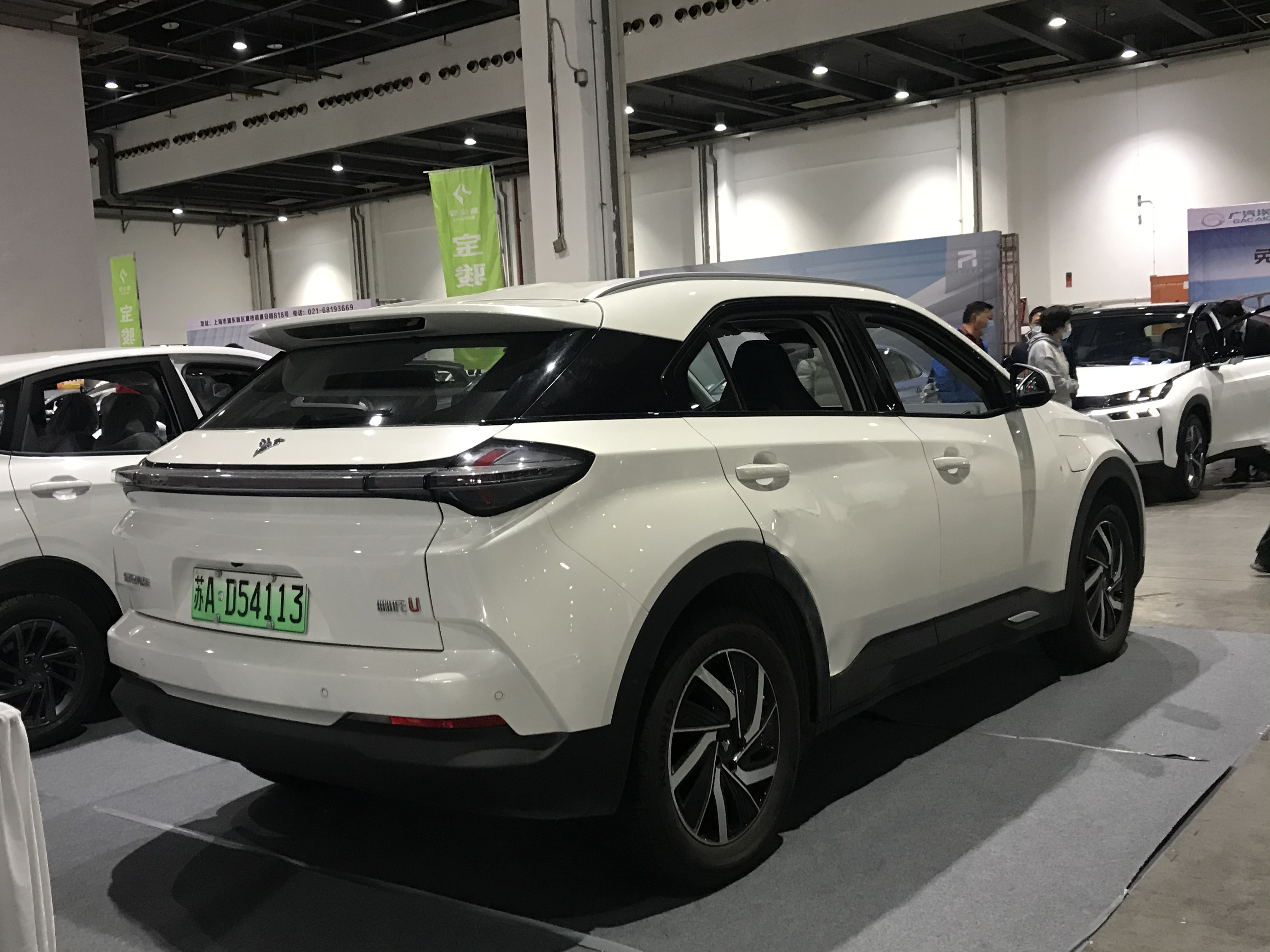
Вид сзади
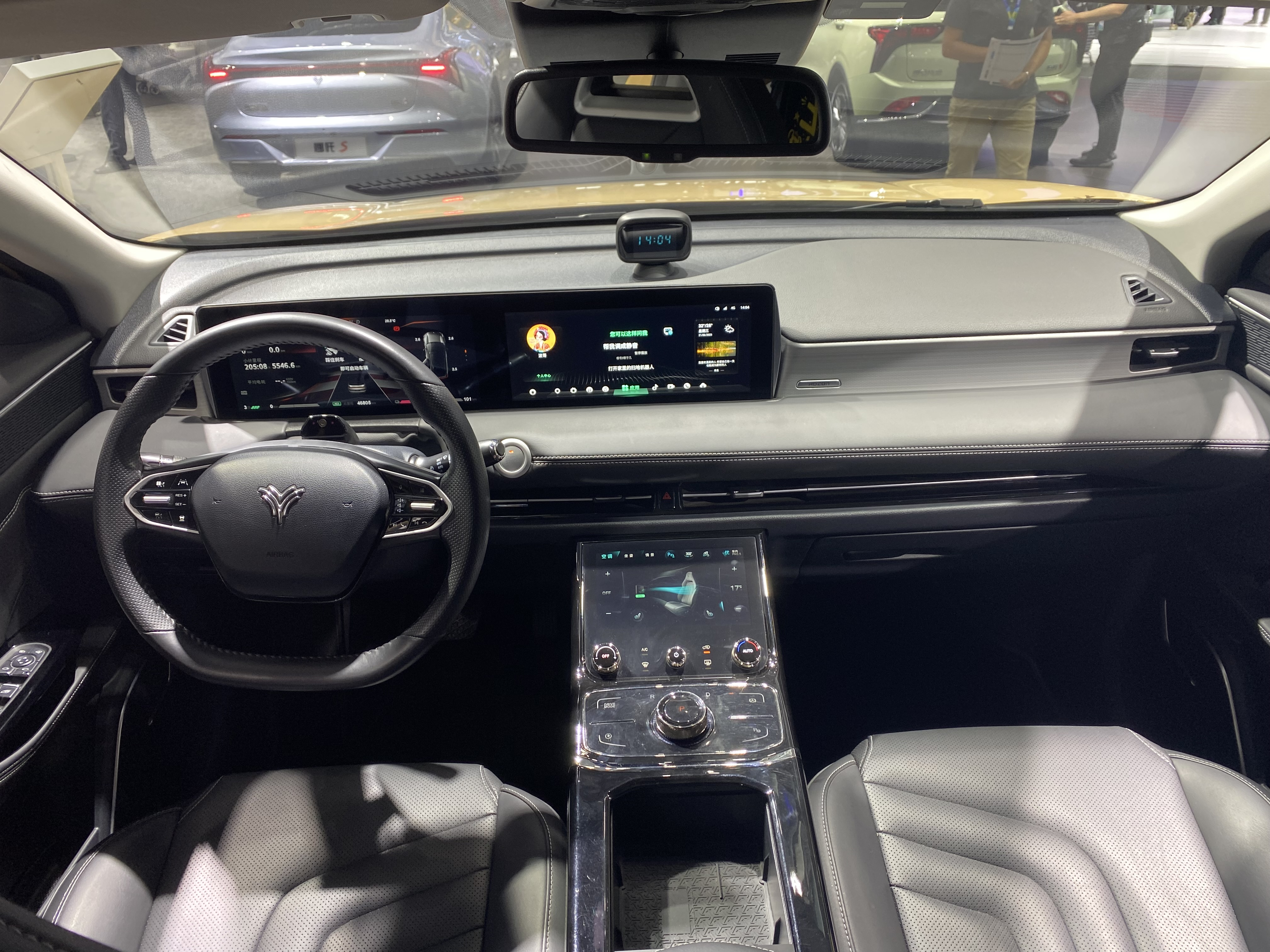
Интерьер
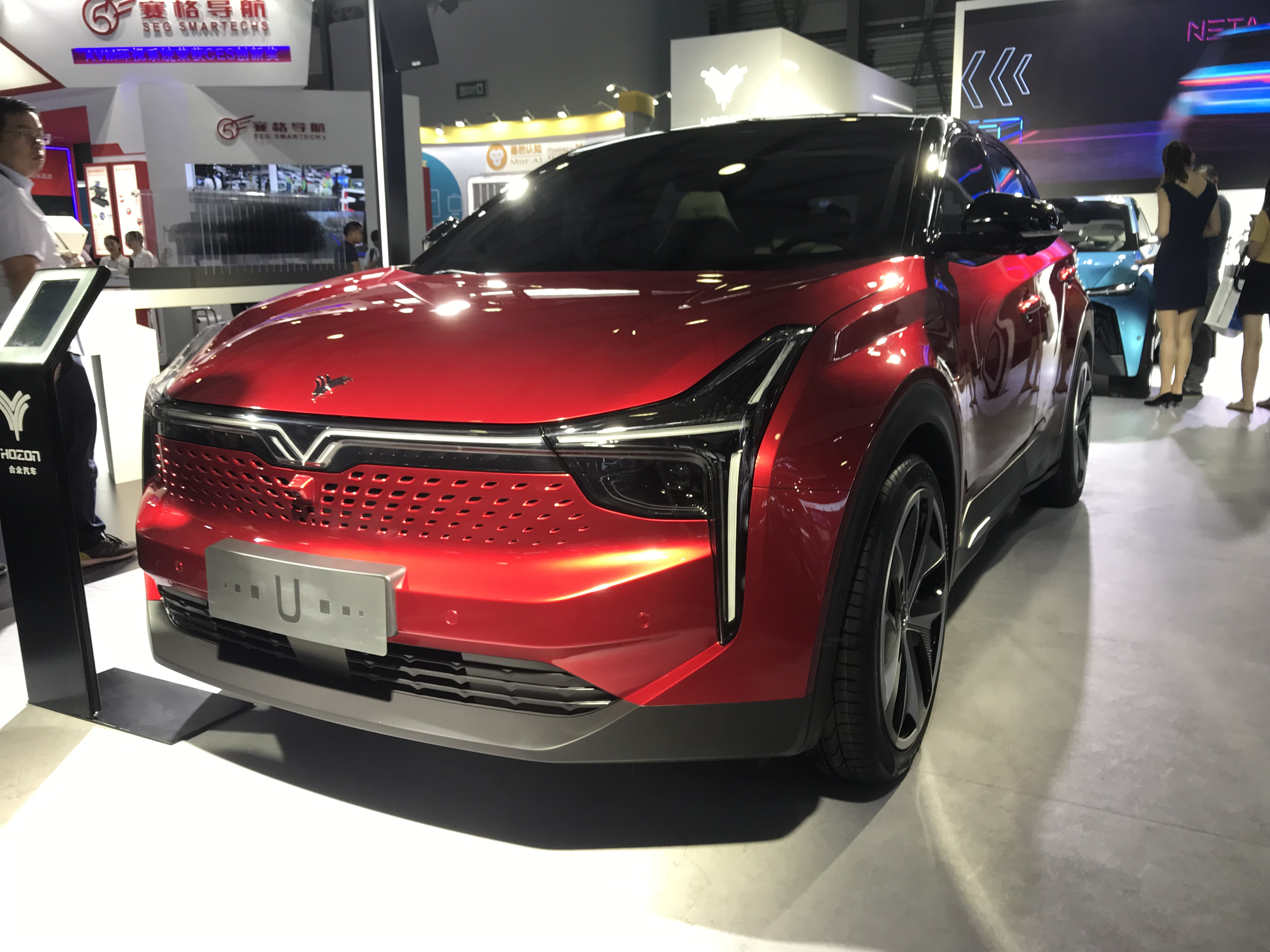
Neta U
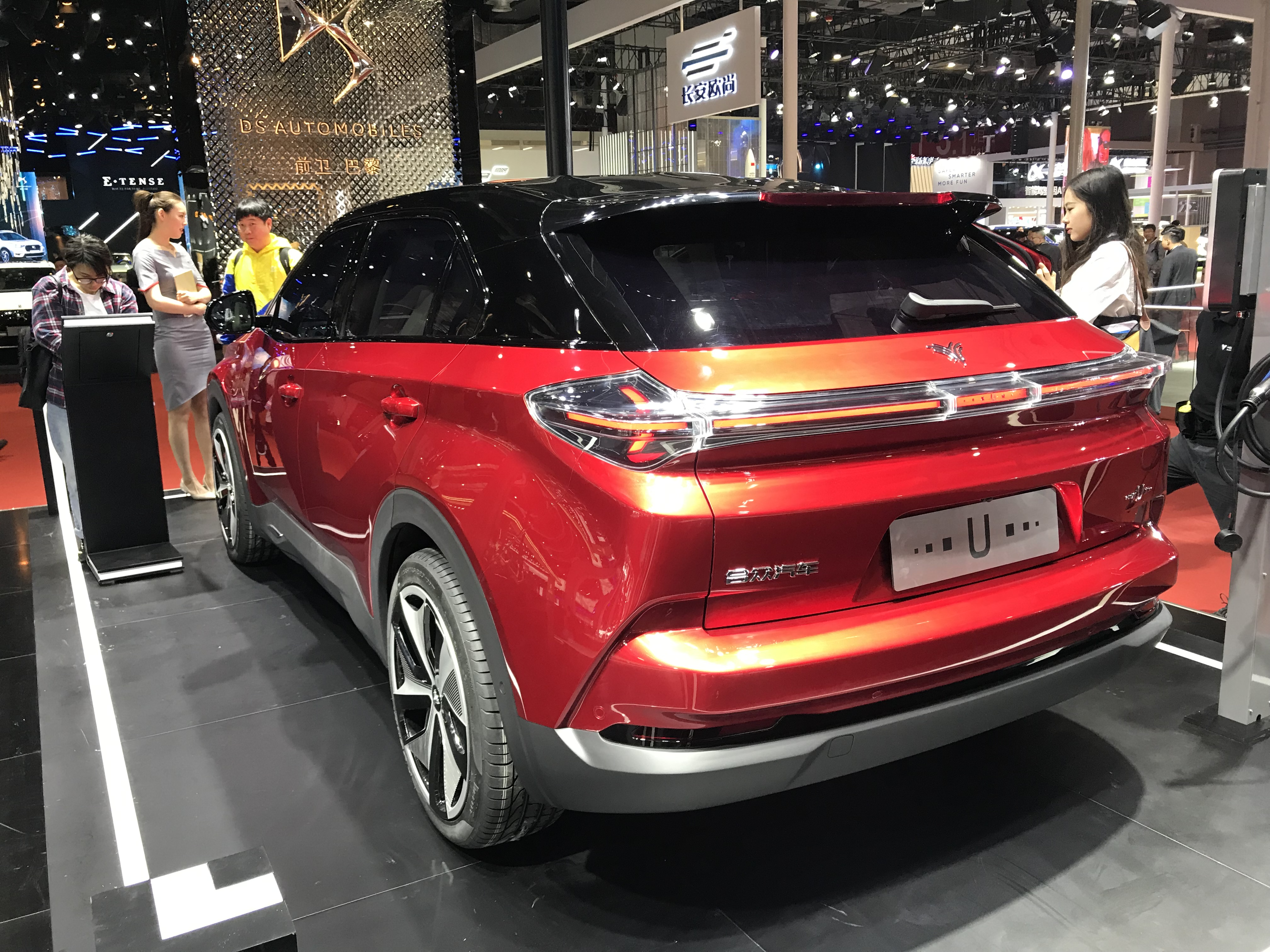
Вид сзади

## Neta U-Saloon
Neta U-Saloon был представлен в декабре 2020 года. Вместимость составляет 4 места без переднего пассажирского сиденья. Мощность двигателя переднеприводной модификации составляет 204 л. с. (крутящий момент 310 Н⋅м), а мощность полноприводной модификации составляет 299 л. с. (крутящий момент 530 Н⋅м). Продажи осуществляются с 2021 года в Китае.

## Neta X
Neta X является рестайлинговым вариантом Neta U. Он приводится в движение электродвигателем мощностью 120 кВт, а максимальная скорость составляет 150 км/ч.